# Меџ Арвел
Меџ Арвел (енгл. Madge Arwell) измишљени је лик у британској научнофантастичној телевизијској серији Доктор Ху који је тумачила Клер Скинер.
Меџ Арвел је мајка Сирила и Лили Арвел и накратко је била сапутница Једанаестог Доктора. Она је ужасан возач и склона је налетању на ствари чак и када је паркирана. Њен муж Реџ био је пилот бомбардера у Другом светском рату.
Меџ је помогла Доктору 1938. године када је пао са подорбиталног свемирског брода у поље поред којег је она пролазила бициклом. Рекао јој је да ће узвратити услугу ако она пожели жељу. Доктор је одржао своју реч и вратио се 1941. да њеној деци поклони „најбољи Божић икад” пошто је примила телеграм у коме се наводи да је Реџ нестао и да се претпоставља да је мртав.
Њено управљање бродом који су изградили краљ и краљица Андрозанске шуме спасило је њену децу, животну снагу Андрозанске шуме, и обезбедило изгубљеном Реџу светло да прати до куће, што је он и учинио, кроз Временски вортекс, безбедно слетевши на Божић, са својом породицом.
Касније, док се Доктор опраштао од ње, Меџ је наваљивала да Божић проведе са њеном породицом. Меџина упорност довела је до тога да је Доктор посетио своју тастбину Ејми Понд и Рорија Вилијамса на божићној вечери 2013. године.

## Личност
Меџ је имала навику да прихвата „бескућнике и луталице” и понекад је деловала помало ексцентрично. Када је њена породица била угрожена, открила је чврсту одлучност, повукла је пиштољ на чуваре жетве, преузела контролу над њиховим футуристичким бродом, суочила се са киселом кишом и пилотирала кроз временско-просторни вортекс са шумом у глави. Такође је била љубазна да помогне странцима у невољи.

## Вештине
Могла је да вози, чак и ако је била склона да се залеће у ствари. Могла је и да обије браву иглом.